# Dimítris Myrát
 (mai 2025).
Si vous disposez d'ouvrages ou d'articles de référence ou si vous connaissez des sites web de qualité traitant du thème abordé ici, merci de compléter l'article en donnant les références utiles à sa vérifiabilité et en les liant à la section « Notes et références ».
Dimítris Myrát (grec moderne : Δημήτρης Μυράτ), né le 5 décembre 1908 à Athènes et mort le 10 janvier 1991 dans la même ville, est un comédien, metteur en scène, directeur de théâtre et écrivain grec.

## Biographie
Fils du comédien Mítsos Myrát (el), il commence sa carrière en 1925 avec la troupe de théâtre Kotopoúli et enchaîne plusieurs rôles avec la même compagnie. En 1940, il triomphe avec le rôle-titre dans Cyrano de Bergerac au Théâtre national. En 1950, il prend la direction du Théâtre Rex, tout en continuant à monter sur scène et à diriger. Après son mariage avec Voúla Zoubouláki, ils fondent une troupe et produisent de très nombreuses pièces jusqu'à la fin des années 1980.
Au cinéma, il s'est notamment fait remarquer pour ses rôles dans I villa me ta noufara (1945), I moira grafei tin istoria (1957), O dolofonos agapouse poly... (1960), Eimai athoos (1960) et Trahison (1964).
Il a écrit plusieurs livres sur le théâtre, dont une biographie de Bertolt Brecht (La bonne personne d'Augsbourg), et traduit plusieurs pièces.

## Filmographie partielle

### Comme acteur

#### Au cinéma
- 1940 : Il Bazar delle idee de Marcello Albani
- 1944 : To dromaki tou Paradeisou d'Alberto Pieralisi
- 1945 : I villa me ta noufara de Dimitris Ioannopoulos
- 1947 : Marina d'Alékos Sakellários
- 1955 : La Fausse Livre d'or (en grec moderne : Η κάλπικη λίρα, I kalpiki lira) de Yórgos Tzavéllas
- 1956 : Dollaria kai oneira de Ion Daifas
- 1957 : I moira grafei tin istoria de Dimitris Ioannopoulos
- 1958 : To mystiko tis katigoroumenis de Mavrikios Novak
- 1959 : Taxeidi me ton erota  d'Andreas Labrinos
- 1959 : Amaryllis, to koritsi tis agapis de Dínos Dimópoulos
- 1960 : O dolofonos agapouse poly... de Ion Daifas
- 1960 : Eimai athoos de Dínos Katsourídis
- 1961 : To paidi tou dromou de Jannis Aliferis
- 1961 : Tintin et le Mystère de La Toison d'or de Jean-Jacques Vierne
- 1962 : O tritos dromos de Ion Daifas
- 1964 : Trahison (Προδοσία (Prodosia)) de Kóstas Manoussákis
- 1965 : Lolites tis Athinas de Giorgos Papakostas
- 1966 : Oi enohoi de Kostas Asimakopoulos
- 1966 : Une balle au cœur de Jean-Daniel Pollet
- 1967 : O poulimenos anthropos de Panagiotis Konstadinou
- 1968 : Randevou me mia agnosti de Vasílis Georgiádis
- 1969 : Thelo piso to paidi mou de Dimitris Paris
- 1969 : To nyfopazaro de Kostas Asimakopoulos
- 1970 : Den yparhoun lipotaktes de Kostas Asimakopoulos
- 1974 : I diki ton dikaston de Panos Glykofrydis
- 1980 : Maria - Nur die Nacht war ihr Zeuge d'Ernst Hofbauer
- 1980 : Elefthérios Venizélos (1910-1927) (grec moderne : Ελευθέριος Βενιζέλος 1910-1927) de Pantelís Voúlgaris
- 1985 : O dolofonos... forouse smokin de Dimis Dadiras (vidéo)

#### À la télévision
- 1974 : Oi dikaioi (série télévisée)
- 1975 : Dyskola hronia (série télévisée)
- 1975 : O vasilias kai to agalma (série télévisée)
- 1976 : Leshi mystiriou (série télévisée)
- 1977 : I theatrina (série télévisée)
- 1983 : Oi ierosyloi (série télévisée)
- 1989 : I ekti entoli (série télévisée)
- 1990 : Akrivi mou Sofia (série télévisée)